# Adzopé
Adzopé ist eine Stadt im Südosten der Elfenbeinküste. Sie ist eine Unterpräfektur des Departements Adzopé und dessen Sitz. Sie ist auch eine Gemeinde und der Sitz der Region La Mé im Distrikt Lagunes. In der Volkszählung von 2014 hatte Adzopé 98.846 Einwohner.

## Söhne und Töchter der Stadt
- Claude N’Goran (* 1975), Tennisspieler